# Determinantal point process
Ein determinantal point process (deutsch: determinantaler Punktprozess) oder kurz DPP ist ein Punktprozess, dessen {\displaystyle n}-Punkt-Korrelationsfunktion eine Determinante eines Integralkerns ist. Solche Prozesse trifft man in der Spektraltheorie der Zufallsmatrizen, in der Kombinatorik, sowie im Machine Learning und der Physik an.
In der Theorie der Zufallsmatrizen haben manche dieser Prozesse erstaunliche – sogenannte universelle – Eigenschaften und man erhält in vielen Situation den gleichen Prozess, unabhängig von der darunterliegenden Wahrscheinlichkeitsverteilung. Viele Fragen zu diesem Phänomen sind noch nicht geklärt und Bestandteil moderner mathematischer Forschung.

## Definition
Sei {\displaystyle \mathrm {Z} } ein lokalkompakter polnischer Raum und {\displaystyle K(x,y)} ein positiver Integralkern eines lokalen Spurklasseoperators {\displaystyle K:L^{2}(\mathrm {Z} ,\mu )\to L^{2}(\mathrm {Z} ,\mu )}.
Ein simpler Punktprozess {\displaystyle \zeta } ist ein determinantal point process, falls seine {\displaystyle n}-Punkt-Korrelationsfunktion {\displaystyle \rho ^{(n)}} existiert und für jedes {\displaystyle n\geq 1} gilt
{\displaystyle \rho ^{(n)}(\mathrm {d} x_{1},\dots ,\mathrm {d} x_{n})=\operatorname {det} [K(x_{i},x_{j})]_{1\leq i,j\leq n}\prod \limits _{1\leq i\leq n}\mu (\mathrm {d} x_{i})}.

### Erläuterungen
Da Korrelationsfunktionen positiv sind, muss zwingend auch {\displaystyle K(x,y)} positiv sein.
Seien {\displaystyle M_{1},\dots M_{n}\subset \mathrm {Z} } disjunkt, dann gilt
{\displaystyle \mathbb {E} [\zeta (M_{1})\cdots \zeta (M_{n})]=\int _{M_{1}\times \cdots \times M_{n}}\operatorname {det} [K(x_{i},x_{j})]_{1\leq i,j\leq n}\mu (\mathrm {d} x_{1})\cdots \mu (\mathrm {d} x_{n})}.

## Pfaffian point processes
Verallgemeinerungen der determinantal point processes sind pfaffian point processes, deren {\displaystyle n}-Punkt-Korrelationsfunktion Pfaffsche Determinanten sind:
{\displaystyle \rho ^{(n)}(\mathrm {d} x_{1},\dots ,\mathrm {d} x_{n})=\operatorname {Pf} [K(x_{i},x_{j})]_{1\leq i,j\leq n}\prod \limits _{1\leq i\leq n}\mu (\mathrm {d} x_{i})}
wobei {\displaystyle K(x,y)} ein {\displaystyle 2\times 2} antisymmetrischer Kernel ist:
{\displaystyle K(x,y)={\begin{pmatrix}K_{11}(x,y)&K_{12}(x,y)\\K_{21}(x,y)&K_{22}(x,y)\end{pmatrix}}}
und {\displaystyle K(x,y)^{t}=-K(y,x)}.

## Beispiele

### Beispiele aus der statistischen Mechanik
Der Fermion process und der Boson process.

### Theorie der Zufallsmatrizen
Die empirischen Spektralmaße von einer großen Klasse von unitären Matrizen konvergieren (unter entsprechender Skalierung) zu determinantal point processes mit folgenden Kernen:
Sine2-Prozess
{\displaystyle \operatorname {K_{Sine}} (x,y):={\frac {\sin(\pi (x-y))}{\pi (x-y)}}}
Airy2-Prozess
{\displaystyle \operatorname {K_{Airy}} (x,y):={\frac {\operatorname {Ai} (x)\operatorname {Ai} '(y)-\operatorname {Ai} '(x)\operatorname {Ai} (y)}{x-y}}}
wobei {\displaystyle \operatorname {Ai} } die Airy-Funktion bezeichnet.

## Universalität
Die {\displaystyle \operatorname {Sine} _{\beta }}, {\displaystyle \operatorname {Airy} _{\beta }} und {\displaystyle \operatorname {Bessel} _{\beta }} -Prozesse charakterisieren die Eigenwerte einer großen Klasse von unendlichdimensionaler Zufallsmatrizen.